# 汉口交通银行大楼
汉口交通银行大楼，是一处近代银行大楼，位于中华人民共和国湖北省武汉市江岸区胜利街2号。该建筑由交通银行在1921年兴建。现建筑为中国建设银行武汉长江支行所在，并为湖北省文物保护单位。

## 历史
1908年，邮传部设立的交通银行在汉口开办分行，起初的行址在武圣庙附近，辛亥革命后改在平汉铁路南局办公，最后又搬迁至法租界霞飞街（今岳飞街）。1919年，交通银行购入英租界湖南街（今胜利街）南端的一片土地，决定为汉口支行修建新的行屋大楼，大楼于1921年修建完成。抗日战争前夕，在汉口交通银行机构西迁，该大楼在日军占领武汉三镇后在一段时间内被用作日本驻汉口领事馆。抗战结束后银行复业，期间会计师吴英豪在行屋中创办大会会计师事务所，此后发展成为汉口最有名的会计师事务所之一。
1949年5月后，武汉市军管会接管交通银行汉口分行，在随后的国有化进程中，交通银行汉口分行原业务逐步分割至中国人民银行，1954年中国建设银行成立后，交通银行在武汉的机构逐渐与建设银行对应机构合署，最终投资业务由建设银行代管，公私合营等业务并入财政局。现建筑由中国建设银行使用。

## 建筑概述
该建筑为5层钢筋混凝土结构大楼，地上4层、地下1层，1920年初由景明洋行设计完毕，建筑工程由汉合顺营造厂负责。建筑占地1500平方米，总共耗资8.2万两白银。建筑外立面呈现新古典主义风格，使用麻石砌筑，整体呈现三段式设计——基座、廊柱大厅、檐口三段。临街面设有10级台阶，登上台阶后即为大楼的门廊，门廊均匀分布4根高14米，直径1.3米的爱奥尼柱，从1楼贯至3楼屋顶，比1933年建成的南京交通银行大楼还高5米，门廊两侧为矩形玻璃大窗及临街阳台。建筑外观整体除檐口外不做任何雕饰，整体恢弘大气又显得简练。建筑1层为营业大厅，上有采光井；2、3、4层为办公室，左侧有2处楼梯，其中一处还设有电梯；1楼地面与台阶使用水磨石，办公室皆铺设木地板。

## 建筑保护
1993年7月28日，建筑以“交通银行”的名义被武汉市人民政府列为第一批武汉市优秀历史建筑。1998年5月27日，建筑以“汉口交通银行旧址”的名义被武汉市人民政府列为第四批武汉市文物保护单位。2008年3月27日，建筑以“汉口交通银行旧址”的名义被湖北省人民政府公布为第五批湖北省文物保护单位。
建筑作为文物的保护范围：汉口交通银行旧址及周围一定范围。以旧址外墙为界，东南面、西南面、东北面各向外延伸20米，西北面向外延伸6米至胜利街现状道路边线。
建筑作为文物的建设控制地带：以保护范围为界，东南面分别向外延伸30米、121米，西南面向外延伸31米至江汉路规划道路中线，西北面向外延伸5米至胜利街规划道路中线，东北面向外延伸30米。